# Hesperidi
Un hesperidi és un tipus de fruit que prové d'un gineceu sincàrpic i que procedeix d'un ovari súper de tipus pluricarpel·lar.
Respecte a les parts del fruit, l'epicarpi és prim i molt ric en olis essencials, el mesocarpi esponjós, i l'endocarpi és membranós i compartimentat en grills amb cèl·lules engrossides plenes de suc. En aquest cas, doncs, la part carnosa no està constituïda per les parets de l'ovari, sinó per carpels tancats i inflats entre ells i les llavors. Això fa que l'estructura anatòmica sigui totalment diferent de la de les baies, amb les quals poden ser confosos, on el mesocarpi i l'endocarpi són els que constitueixen la matèria carnosa o polpa. És característic de la família rutàcies o dels cítrics. Són exemples de fruit en forma d'hesperidi, la taronja, la llimona (ambdós del gènere Citrus) o el cumquat que és del gènere Fortunella.
La part comestible generalment és l'endocarpi, tot i que l'epicarpi ratllat d'un gust molt intensiu i perfumat, s'utilitza en la cuina com a condiment. Els olis essencials d'utilitzen com a fragància.